# Cryptolepis welwitschii
Cryptolepis welwitschii là một loài thực vật có hoa trong họ La bố ma. Loài này được Hiern mô tả khoa học đầu tiên năm 1898.